# Exposició Universal de París (1889)
L'Exposició Universal de París fou una exposició universal realitzada a París (França) des del 6 de maig al 31 d'octubre del 1889. Es realitzà l'any del centenari de la Presa de la Bastilla, esdeveniment simbòlic del començament de la Revolució Francesa. L'exposició incloïa una reconstrucció de la Bastilla i el barri circumdant, però amb el pati d'interior cobert amb un sostre blau decorat amb flors de lis i s'utilitzà com a sala de ball i lloc de reunió.
L'Exposició del 1889 ocupà una àrea total de 0,96 km², incloent el Camp de Mart, el Trocadéro, el quai d'Orsay, una part del Sena i l'esplanada dels Invàlids. El transport al voltant de l'exposició era parcialment proporcionat per una via de ferrocarril de 3 quilòmetres (1,9 mi) d'ample mínim de 600 mil·límetres per Decauville. S'estimà que aquest ferrocarril transportà 6.342.446 visitants durant els sis mesos de funcionament. Algunes de les locomotores d'aquesta línia foren usades per la companyia Chemins de Fer du Calvados.

## Estructures
L'emblema principal de l'exposició fou la Torre Eiffel, que serví com arc de l'entrada a l'exposició. L'Exposició de 1889 es desenvolupà al Camp de Mart de París, on també s'hi havia fet l'Exposició Universal de 1867, i també seria el lloc de l'Exposició del 1900. Fins que no els ascensors no entraren en funcionament, els primers visitants van haver de pujar a peu fins al segon pis. Els operaris treballaren tota la nit abans de la inauguració de l'exposició per tal de completar la construcció per a permetre l'entrada dels visitants a l'estructura. Parlant dels esforçats treballadors, M. Salles, gendre d'Eiffel, declarà que "cap soldat en el camp de batalla mereixeria una millor menció que aquests humils treballadors, que mai passaran a la història." Ningú més que el personal de construcció se li permeté pujar més amunt del segon pis.
Un edifici igualment significatiu construït per a la fou la Galerie des machines, dissenyada per l'arquitecte Ferdinand Dutert i l'enginyer Victor Contamin. Es reutilitzà durant l'exposició de 1900 i destruïda el 1910. Amb 111 metres, la Galerie (o "Sala de Maquinària") era l'espai d'interior més llarg del seu temps, format per un sistema d'arcs d'acer o ferro. Tot i que sovint és cita que fou construït amb acer, de fet els arcs eren de ferro.
Hi ha una descripció extensa, amb il·lustracions, dels dos edificis famosos de l'exposició a la revista britànica Engineering (número del 3 de maig del 1889):
El número del 28 de juny d'Engineering també esmenta un remarcable "Gran maqueta de la Terra" creada per Theodore Villard i Charles Cotard. Hi hi hagué algunes tempestes a París l'estiu del 1889, causant alguns desperfectes en les marquesines i la decoració de l'exposició, segons informen altres números d’Engineering.

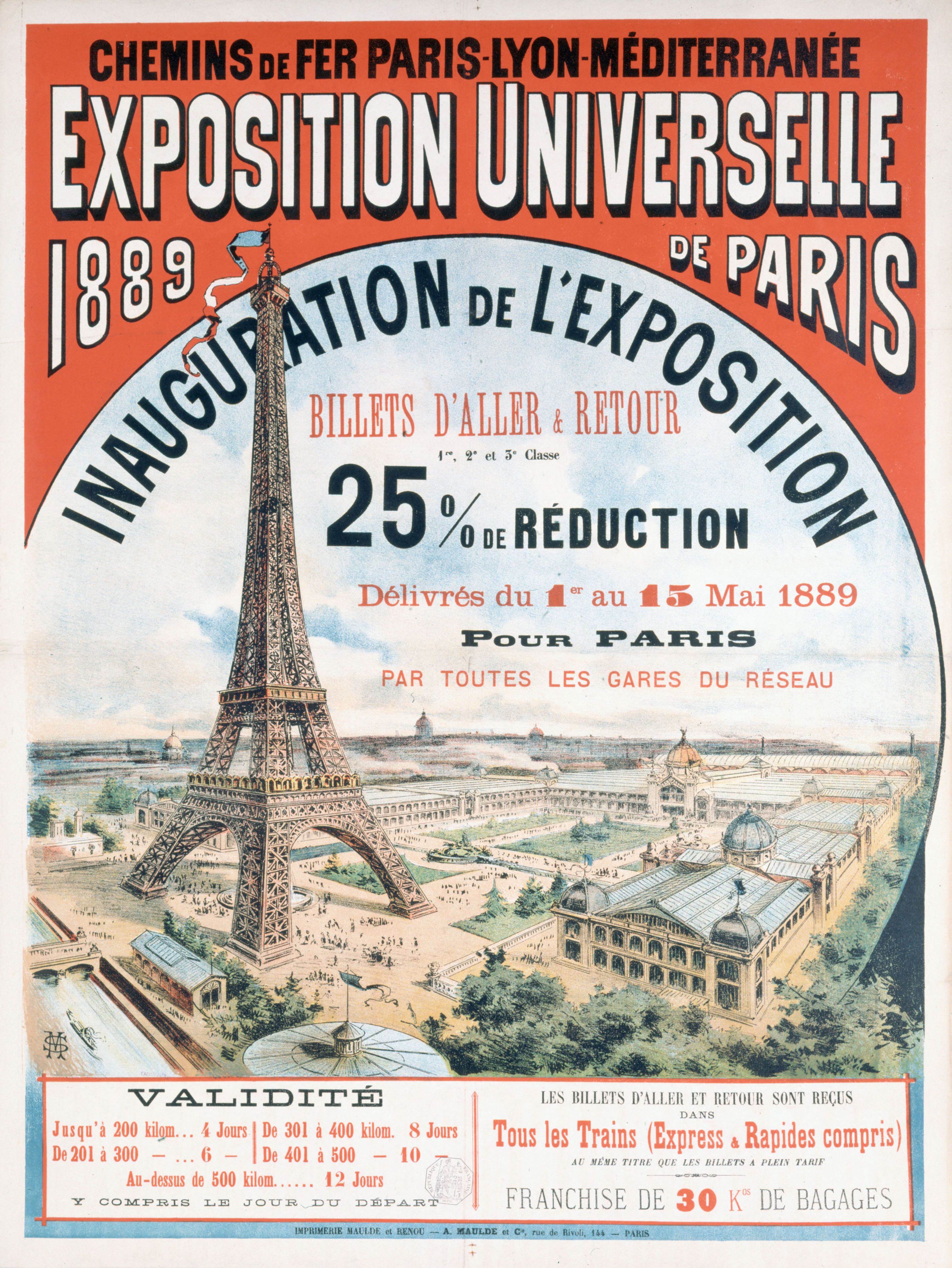

L'Exposició va incloure un edifici de l'arquitecte parisenc Pierre-Henri Picq. Això era un elaborar ferro i estructura de vidre decorats amb rajoles de ceràmica enrajola d'estil romà d'Orient-egipci-romànic. Finalitzada l'exposició l'edifici fou embarcat cap a Fort-de-France i tornat a muntar allà, feina completada el 1893. Coneguda com la Biblioteca Schoelcher, inicialment contenia els 10.000 llibres que Victor Schoelcher havia donat a l'illa. Avui alberga més de 250.000 llibres i un museu etnogràfic, i s'ha erigit com a tribut a l'home qui va encapçalar el moviment per abolir l'esclavitud a Martinica.
""

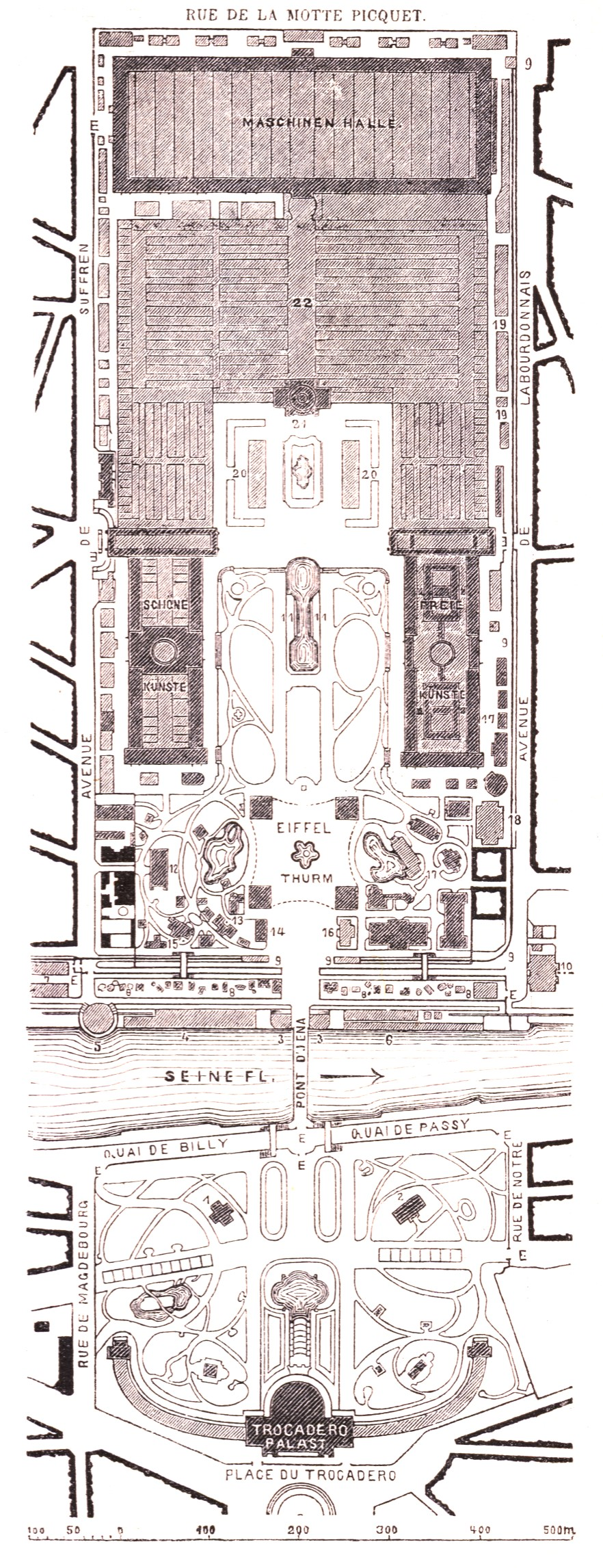
Plànol de la fira
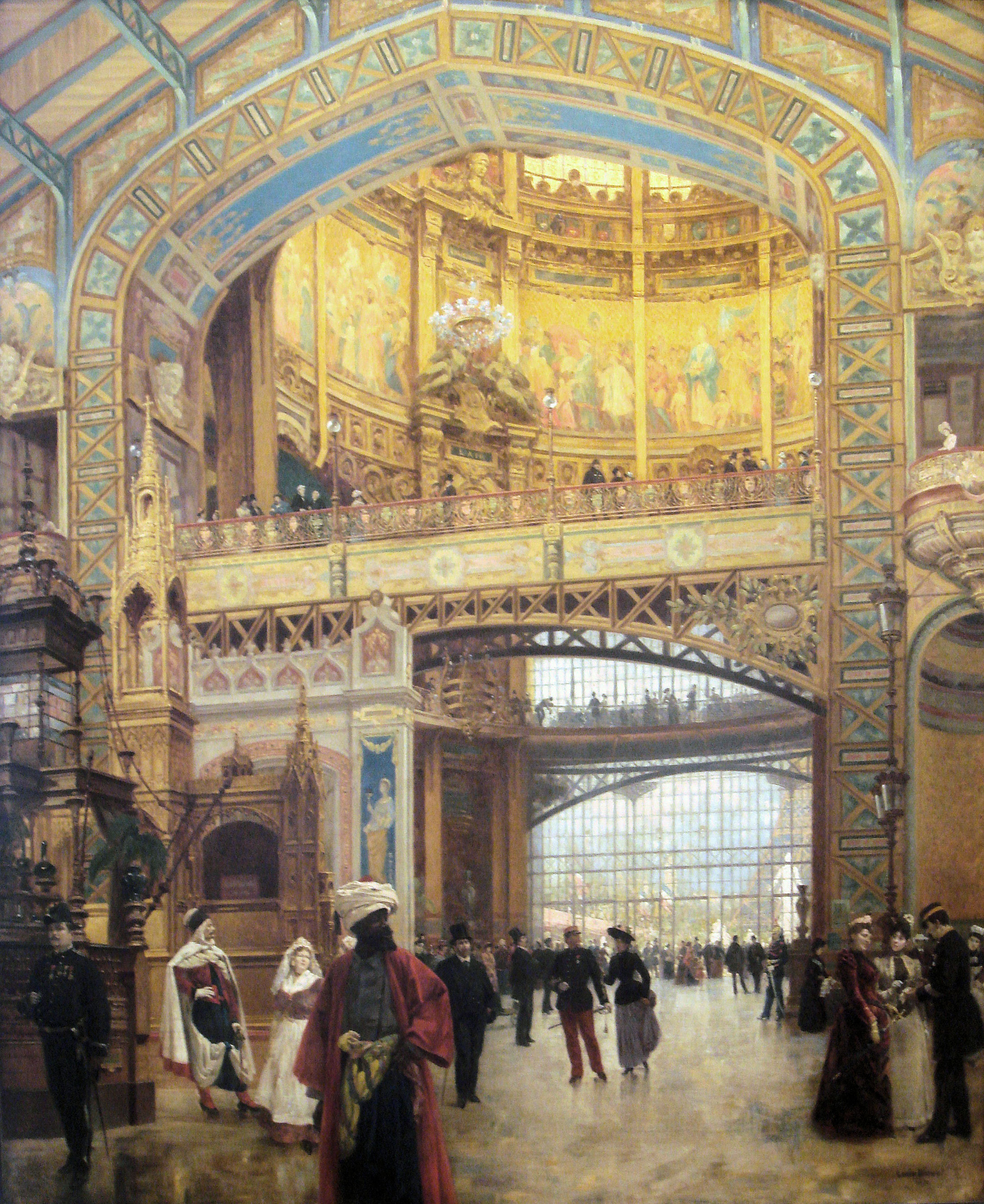
Cúpula central de la Gallerie des Machines, Exposició Universal de París de Louis Béroud (1852-1930)
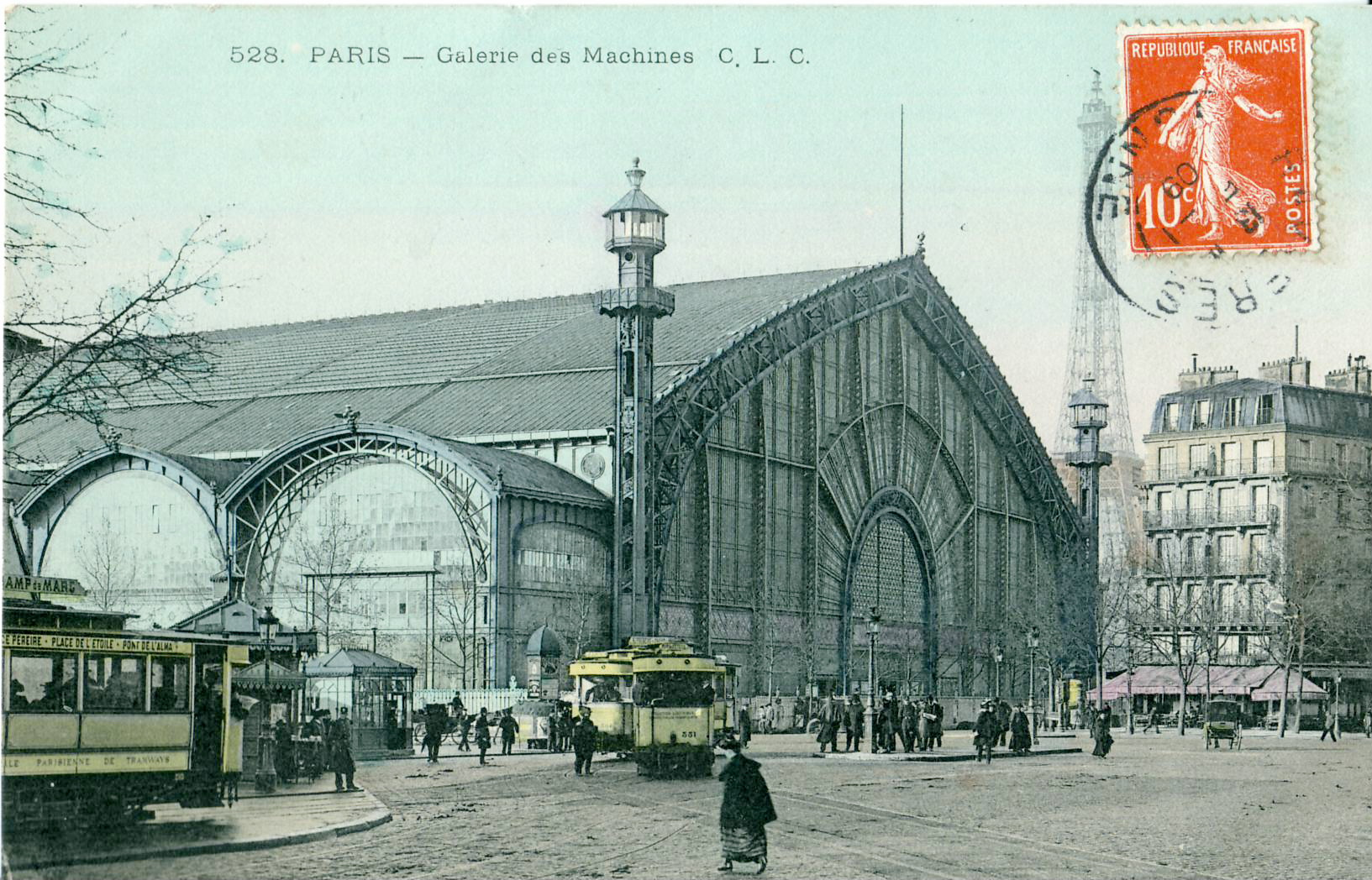
Tramvies parant davant del pavelló de les Màquines (La Galerie des Machines)
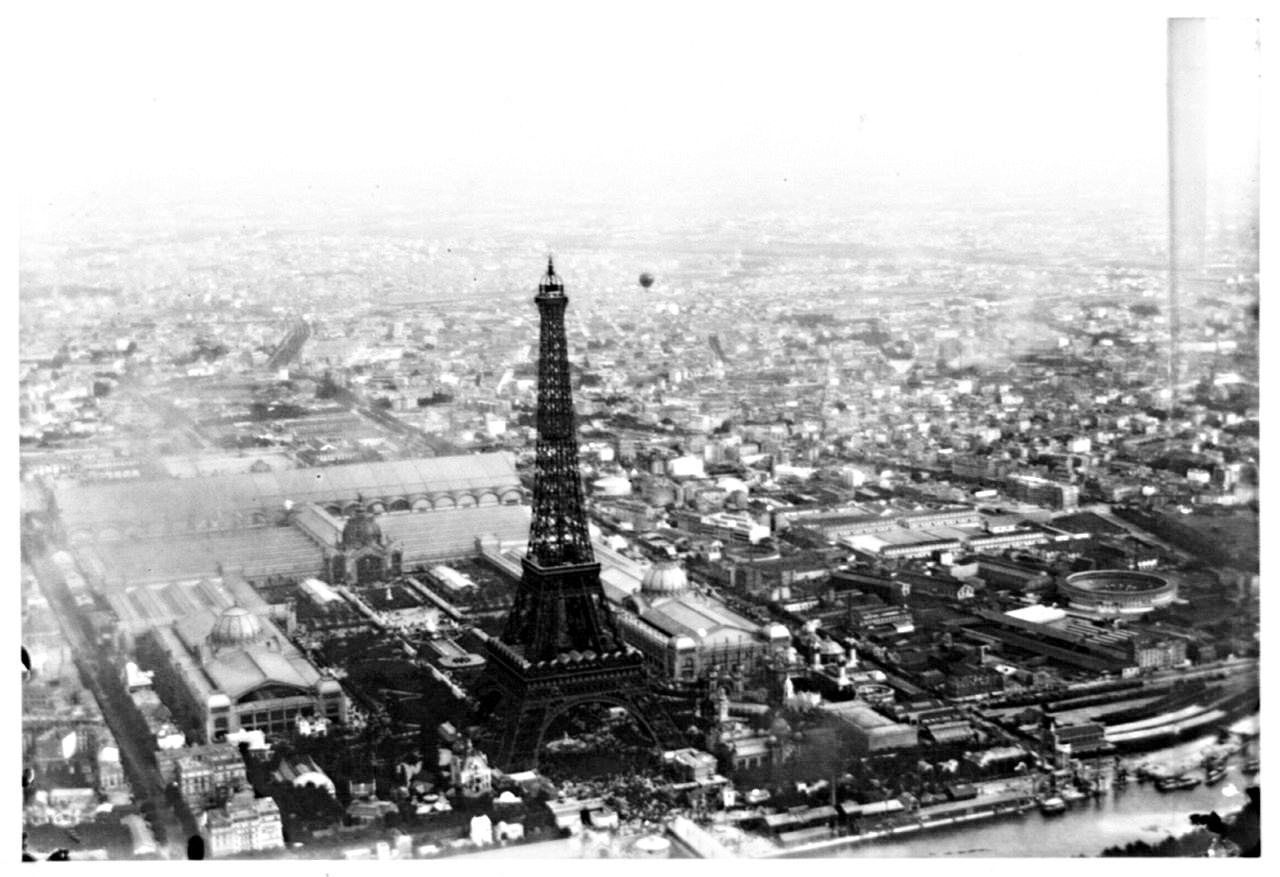
Vista aèria de la torre Eiffel i l'exposició universal
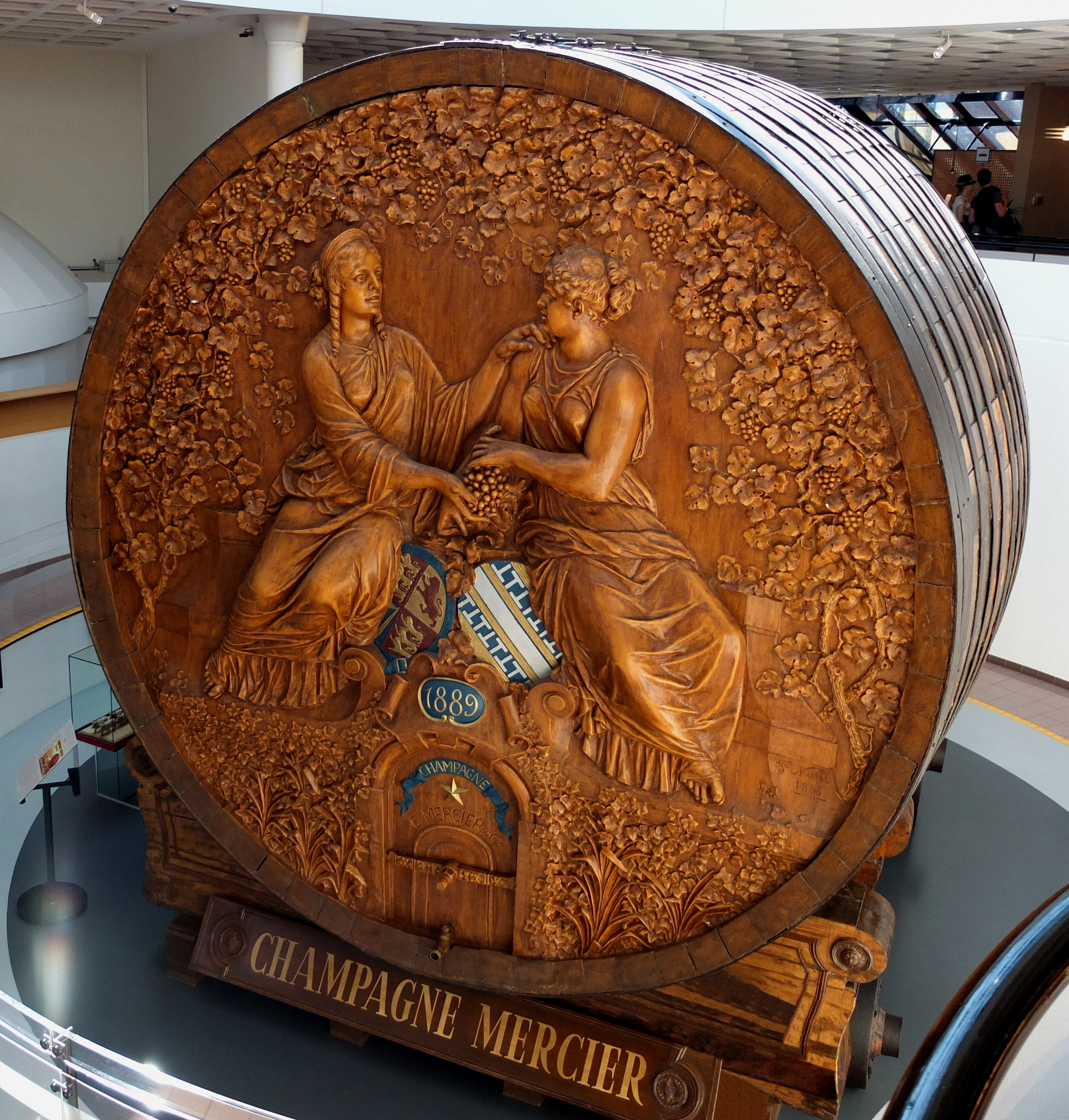
Bota de roure amb una capacitat de 200.000 ampolles de xampany Mercier (Épernay)

## Atraccions

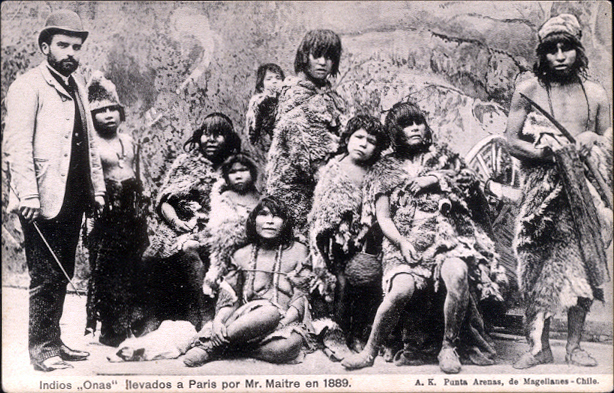
Natius de la Terra del Foc (Patagònia argentina), portats a París per l'empresari balener belga Maurice Maître per a l'exposició.

Un "llogaret negre" (village nègre) on s'hi exposaven 400 persones constituïa la major atracció.
Molt prop del dia de la inauguració de l'exposició, el 14 de maig de 1889 s'estrenà a l'Opéra Comique una obra especialment composta per aquell esdeveniment: Esclarmonde de Jules Massenet debut de la soprano americana Sibyl Sanderson, atraient i entretenint multituds de visitants durant més de cinquanta funcions vespertines mentre durà l'exposició.
A l'exposició el compositor francès Claude Debussy escoltà per primer cop música interpretada per un gamelan javanès, una mena de formació javanesa. Això va influir algunes de les seves composicions posteriors.
William Stroudley, superintendent de ferrocarrils del London, Brighton and South Coast Railway morí a l'exposició, quan feia una exhibició d'una de les seves locomotores. Heineken rebé el Grand Prix a l'exposició.
Buffalo Bill reclutà la franctiradora nord-americana Annie Oakley per actuar en el seu "Wild West Show" que va actuar per va empaquetar audiències per tot el Exposition. Altres visitants prominents foren el Príncep de Gal·les (el futur rei Eduard VII) i la seva muller, la Princesa Alexandra; els artistes James McNeill Whistler, Edvard Munch, Rosa Bonheur, Paul Gauguin i Vincent van Gogh; el periodista i diplomàtic estatunidenc Whitelaw Reid ; l'autor Henry James; el patriota filipí José Rizal; i l'inventor Thomas Edison.
Una atracció central en la secció francesa era l'Imperial Diamond, at Diamond Imperial, el brillant més gran del món en aquell temps.